# Glycix
Glycix is een biologisch afbreekbare, thermohardende polyester die ontwikkeld is aan de universiteit van Amsterdam door Albert Alberts en Gadi Rothenberg. Zij ontdekten glycix in 2011 bij toeval tijdens hun onderzoek van de katalytische synthese van biobrandstoffen. Alberts en Rothenberg verkregen in februari 2014 octrooi op hun uitvinding.
De monomeren van glycix zijn glycerol en citroenzuur, die beide uit hernieuwbare grondstoffen kunnen geproduceerd worden. Glycerol is een bijproduct van de biodieselproductie. Glycerol is een driewaardig alcohol en citroenzuur een driewaardig zuur, zodat er bij de polymerisatie een driedimensioneel vertakte structuur kan ontstaan, die hard wordt bij verwarming. De polyester is vooral bruikbaar als bindmiddel: het uitharden kan gebeuren met een mengsel van het polymeer en allerhande vulstoffen zoals glasvezels, koolstofvezels, zaagsel, katoenweefsels en andere materialen, waarbij een hard composietmateriaal ontstaat. Het kan ook gebruikt worden bij de productie van multiplex in de plaats van polycondensatielijmen.
Omdat het biologisch afbreekbaar is, is glycix niet geschikt voor producten die buitenshuis gebruikt worden. Het ontleedt onder invloed van water in zijn monomeren glycerol en citroenzuur; de snelheid waarmee dit gebeurt hangt af van de mate waarin het is uitgehard; dat kan gaan van enkele weken tot een paar jaar.